# Laos vid världsmästerskapen i simsport 2024
Laos tävlade vid världsmästerskapen i simsport 2024 i Doha i Qatar mellan den 2 och 18 februari 2024. Laos hade en trupp på tre idrottare, varav två kvinnor och en man.

## Tävlande per sport
Följande är en lista över antalet tävlande per sport.
| Sport   | Herrar | Damer | Totalt |
| ------- | ------ | ----- | ------ |
| Simning | 1      | 2     | 3      |
| Totalt  | 1      | 2     | 3      |

## Simning
Herrar
| Idrottare         | Gren           | Heat  | Heat      | Semifinal        | Semifinal        | Final            | Final            |
| Idrottare         | Gren           | Tid   | Placering | Tid              | Placering        | Tid              | Placering        |
| ----------------- | -------------- | ----- | --------- | ---------------- | ---------------- | ---------------- | ---------------- |
| Slava Sihanouvong | 50 m frisim    | 26,48 | 92        | Gick inte vidare | Gick inte vidare | Gick inte vidare | Gick inte vidare |
| Slava Sihanouvong | 50 m fjärilsim | 29,55 | 60        | Gick inte vidare | Gick inte vidare | Gick inte vidare | Gick inte vidare |

Damer
| Idrottare            | Gren           | Heat    | Heat      | Semifinal        | Semifinal        | Final            | Final            |
| Idrottare            | Gren           | Tid     | Placering | Tid              | Placering        | Tid              | Placering        |
| -------------------- | -------------- | ------- | --------- | ---------------- | ---------------- | ---------------- | ---------------- |
| Makelyta Singsombath | 50 m frisim    | 29,77   | 84        | Gick inte vidare | Gick inte vidare | Gick inte vidare | Gick inte vidare |
| Makelyta Singsombath | 100 m bröstsim | 1.23,98 | 50        | Gick inte vidare | Gick inte vidare | Gick inte vidare | Gick inte vidare |
| Ariana Dirkzwager    | 100 m frisim   | 59,16   | 38        | Gick inte vidare | Gick inte vidare | Gick inte vidare | Gick inte vidare |
| Ariana Dirkzwager    | 200 m ryggsim  | 2.24,69 | 29        | Gick inte vidare | Gick inte vidare | Gick inte vidare | Gick inte vidare |